# Jan Keller (homme politique)
Pour les articles homonymes, voir Jan Keller.
Jan Keller, né le 23 janvier 1955 à Frýdek-Místek, est un sociologue et un homme politique tchèque, membre du Parti social-démocrate tchèque (ČSSD).

## Biographie

### Études et carrière dans l'enseignement et la recherche
Entre les années 1974 et 1979, Jan Keller étudie l'histoire et la sociologie au sein de l'université Masaryk de Brno. Il rédige un mémoire sur la conception de l'histoire chez Max Weber. Après avoir enseigné dans une école secondaire, il devient, en 1983, professeur au sein du département de sociologie à la faculté de philosophie de Brno.
Durant la seconde moitié des années 1980, Jan Keller étudie en France, notamment à Bordeaux, Aix-en-Provence et à la Sorbonne, à Paris. Il étudie l'histoire française du XVIIe siècle, et notamment les années 1660 et 1670. En 1992, il soutient sa thèse de doctorat sur la bureaucratisation de l'administration royale en France sous l'Ancien Régime.
Il est l'auteur de nombreux ouvrages professionnels et populaires sur la sociologie et les sciences environnementales.

### Carrière politique
Durant les années 1970 et 1980, Jan Keller est membre du Parti communiste tchécoslovaque.
En 2009, il se présente aux élections européennes sous l'étiquette du Parti vert démocratique mais ne parvient pas à se faire élire. Il est finalement élu député européen en 2014 sous l'étiquette du Parti social-démocrate tchèque. Il siège au Parlement européen au sein du groupe Socialistes et démocrates.